# 马来西亚马尔伯勒学院
马来西亚马尔伯勒学院（Marlborough College Malaysia）是一所位于马来西亚柔佛州，招收寄宿生及走读生，于2012年建立的英国式学校，是英国马尔伯勒学院的姊妹学校。该学院包括一所招收3至8岁儿童的预备学校（Pre-Prep School）、一所招收8至12岁寄宿和走读学生的预科学校（Prep School）以及一所招收13至18岁寄宿和走读学生的高中（Senior School）。
马来西亚马尔伯勒学院自2020年起加入了FOBISIA （亚洲英国国际学校联合会）。

## 学校学期
学校共分为三个学期：
- 米迦勒节，从九月初到十二月中旬
- 大斋期，从一月中旬到三月下旬
- 夏季学期，从四月下旬到六月下旬或七月上旬[3]

## 学校学院
每一个学生都会被分入学院之中。每个学期，学校都会在学院之中组织各类比赛。
预科学校学院：
- Hunt
- Merlin
- Seymour
- Chichester

高中男生走读学院：
- Bickerton
- Thompson
- Sheppard

高中男生寄宿学院：
- Munawir Hill
- Wills

高中女生走读学院：
- Butler
- Morley
- Wallace

高中女生寄宿学院：
- Steel
- Honan

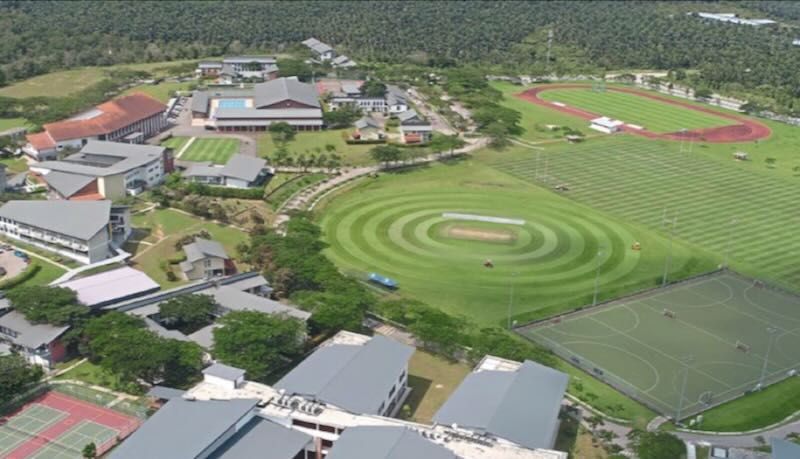
该学校的航拍

值得注意的是在预科学校，宿舍名称和学院是分开的，所以对于预科学校宿舍有单独的名字，分别为Taylor（供男生），Iskandar（供女生）。

## 学校课程

### 国际普通教育证书（IGCSE）
学生被要求必须学习英语语言、英国文学、数学、生物、物理、化学六门课程，除此之外，还要从马来语、西班牙语、法语、普通话之中选一门额外语言，还要求从艺术、商业、计算器科学、设计、戏剧、地理、历史、体育、摄影、宗教研究中选择三门。

### 国际文凭（IB）
IB文凭要求学生从五组中各选一门科目，并完成核心方面：创造力、行动和服务、扩展论文和知识理论。其中三门科目必须在高级水平上学习，另外三门科目必须在标准水平上学习。课程结束时，每门科目都会获得一个分数，7分最高，1分最低。核心方面的表现将获得额外分数，最高3分。这样最高得分为45分。